# Spotřebitelská soutěž
Spotřebitelská soutěž (nebo marketingová soutěž) je nástrojem marketingového mixu, který využívají podniky, aby zvýšily objem prodeje svých produktů a služeb. 

## Proč firmy pořádají spotřebitelské soutěže?
Konkurenční prostředí na dnešním trhu je stále ostřejší a podniky se snaží neustále vymýšlet nová lákadla pro svoje zákazníky. Mezi stále častější aktivity mnoha podniků patří právě marketingové soutěže nebo spotřebitelské loterie.
Soutěž je rivalita mezi společnostmi, které nabízejí a prodávají podobné produkty a služby s cílem dosáhnout větší tržby, zisk a podíl na trhu. Tržní soutěž motivuje podniky, aby zvýšily objem prodeje pomocí čtyř složek marketingového mixu, označovaných také jako 4P. Marketingový mix podniku se skládá z produktu (Product), ceny (Price), distribuční cesty (Place) a propagace (Promotion). Znalost a porozumění konkurence je důležitým krokem při navrhování úspěšné marketingové strategie. Pokud si nejsme vědomi toho, kdo je našim konkurentem a nepoznáme jejich silné a slabé stránky, je velice pravděpodobné, že jiná firma může vstoupit na trh a poskytne konkurenční výhodu, jako je nabídka produktů za nižší cenu nebo výhody přidané hodnoty. Identifikace konkurence spolu s informovaností o jejich produktech a služeb je klíčem konkurenceschopnosti na trhu a má zásadní význam pro přežití každého podnikání.

## Spotřebitelská loterie vs. spotřebitelská soutěž
Z právního hlediska je toto téma omezeno určitými pravidly. Veškeré podmínky pro pořádání a vyhlašování marketingových soutěží a spotřebitelských loterií upravuje v právním řádu České republiky zákon č. 186/2016 Sb., o hazardních hrách, a zákon č. 634/1992 Sb., o ochraně spotřebitele. Spotřebitelské loterie dělíme do třech základních skupin:
1. Zakázaná spotřebitelská loterie je taková soutěž, anketa nebo akce o ceny, kdy výherce je určen slosováním nebo jiným náhodným výběrem a nemá tak možnost výsledek ovlivnit svojí vůlí výsledek je proto nepředvídatelný. Druhou podmínkou zakázané spotřebitelské loterie je podmíněná účast na takovéto akci nákupem určitého zboží nebo služby.
2. Povolena (ve zpřísněném zákonném) režimu je taková spotřebitelská loterie, kde jsou splněny podmínky zakázané spotřebitelské loterie, ovšem pouze do určitého finančního limitu. V tomto případě je limit hodnoty pro všechny provozované hry daným provozovatelem za jeden kalendářní rok 200 000 Kč a limit hodnoty pro konkrétní výhry je 20 000 Kč. Tuto loterii je provozovatel povinen ohlásit finančnímu úřadu.
3. Povolené spotřebitelské soutěže jsou pak takové, které vyloučí první nebo druhou podmínku. Mezi herní koncepty, které jsou zcela povolené a nespadají tak do zákona o loteriích můžeme zařadit například vědomostní, kreativní, rychlostní nebo výkonové soutěže. Taková soutěž je tedy založená na dovednostech účinkujících, kteří výsledek soutěže sami ovlivňují, a nikoli na náhodném slosování nebo jiném náhodném výběru. U kreativních soutěží může být také dovolený výběr výherce na základě hodnocení a hlasování široké veřejnosti, kdy výhercem se stává ten, kdo získá největší počet hlasů.[1]

Naproti spotřebitelským loteriím marketingové soutěže nevybírají svoje výherce náhodným losem nebo nenutí účastníky koupit si určitý produkt nebo službu. Výhodou pro podniky je rychlá zpětná vazba od zákazníků. Při pořádání marketingových soutěží může docházet ke zpracování osobních údajů zákazníků a někdy jsou soutěže pořádány pouze za tímto účelem. V tomto případě je potřeba také myslet na povinnosti ohledně zpracování osobních údajů. Každá marketingová soutěž by měla mít také sepsané tzv. podmínky soutěže, kde budou definovány veškerá pravidla pro účast v soutěži, o jejím průběhu a výhře. K těmto podmínkám by měli mít přístup všichni účastníci, aby věděli, co mohou a nemohou od soutěže očekávat. Pro předejití nežádoucích sankcí a budoucích problémů je určitě na místě konzultovat správnost soutěžních podmínek s právníkem.

## Jak udělat dobrou spotřebitelskou soutěž
Marketingová neboli spotřebitelská soutěž je dobrým nástrojem marketingového mixu a je v dnešní době hojně využívána mnoha firmami. Jako marketingový nástroj je totiž vysoce účinná. Firmy si dobře uvědomují, že většina lidí ráda soutěží o ceny a vyhrává. Proto, aby vyhráli, musí soutěžit. A když se navíc mohou zúčastnit soutěže zdarma, nebo dostanou kupón jako bonus k nákupu, budou soutěžit určitě. A obzvláště v případě, že získávají kupóny k nákupu produktů, zvýší se tím jejich odbyt.
Jak ale udělat dobrou marketingovou soutěž, která bude splňovat zákony a zároveň se odliší od marketingových soutěží ostatních firem tak, aby si jí potenciální zákazníci všimli a rozhodli se zúčastnit?
V čem spočívá marketingová soutěž
Nejdříve je důležité si uvědomit, v čem vlastně spočívá spotřebitelská soutěž. Soutěže firmy využívají především ke zvýšení odbytu zboží a k získání nových zákazníků. Použít se dají v nejrůznějších oblastech podnikání a obchodu. Často je pořádají například výrobci potravin a nápojů, snad v každém supermarketu nebo hypermarketu můžete natrefit na právě probíhající soutěž. Dalšími častými soutěžemi jsou čtenářské soutěže novin a časopisů, které podporují zvýšení nákladu v daném období a zároveň pomohou získat nově čtenáře. Velké firmy si mohou dovolit dát do soutěží lákavé ceny, jako například automobil, zájezd či další ceny v hodnotě stovek tisíc korun. To však neznamená, že marketingovou soutěž nemohou využít i menší firmy, třeba i obchod v menším městě či vesnici.
Základ úspěchu
Základem úspěšné marketingové soutěže je několik prvků:
- určit cíl soutěže a požadované přínosy, a také stanovit rozpočet,
- vytvořit scénář soutěže a časový harmonogram pro její přípravu, průběh a vyhodnocení,
- sepsat pravidla soutěže a jasně definovat herní mechanismus, stanovit výhry dle vymezeného rozpočtu,
- naplánovat a realizovat propagaci soutěže (v místě prodeje, popřípadě prostřednictvím médií),
- zajistit všechny nutné systémy pro evidenci soutěžících (kupóny, formuláře, elektronické registrace),
- zaškolit zaměstnance a detailně je seznámit s průběhem soutěže,
- realizovat soutěž, evidovat odpovědi a účastníky,
- vyhodnotit soutěž, rozeslat či rozdat výhry.

Určení jasného cíle
Bez stanoveného cíle nepoznáte, zda jste dosáhli toho, čeho jste chtěli. Proto je nejdůležitější si hned na začátku říct, co od soutěže očekáváte. Cíl musí být dostatečně specifický a měřitelný. Některé soutěže jsou více zaměřené na udržení existujících zákazníků, jiné mají za účel získat nového zákazníka, další pak slouží ke zvýšení tržeb v určitém období. Pro jiné firmy může být hlavním přínosem soutěže získat nové potenciální zákazníky a hlavně kontakty na ně. V budoucnu je pak může firma oslovovat se svými nabídkami.
Stanovení jasných pravidel v souladu s předpisy
Je nutné stanovit pro každou soutěž jasná pravidla. Tato pravidla musí být v souladu s legislativou. Proto je potřeba znát zákon o loteriích a některé další předpisy vymezující mantinely pro pořádání těchto soutěží. V poslední době jsou podobné soutěže doprovázeny soutěžními otázkami, které pomáhají ustanovení zákona o loteriích částečně obcházet, jedná se totiž díky nim o vědomostní soutěž.
V pravidlech musejí být popsány všechny podmínky soutěže, jak bude probíhat případné losování, hodnocení odpovědí lidí přihlášených do soutěže a také předání cen. V případě cen jako jsou knihy, lístky apod. stačí mít jednoduchou evidenci pro vlastní účely, v případě hodnotnějších cen je vhodné sepisovat protokoly o průběhu soutěže, o množství cen, o jejich převzetí, o vylosování či výběru výherců a o předání cen. Někdy je dobré mít notáře.
V případě, že firma či její najatá agentura při soutěži získává údaje o soutěžících do své databáze, je potřeba dodržovat zákon o ochraně osobních údajů.